# Delonix baccal
Delonix baccal is een boomsoort uit de vlinderbloemenfamilie. De boom heeft een parapluvormige kroon en kan een groeihoogte van 6 tot 18 meter bereiken. De soort komt voor in Ethiopië, Kenia en Somalië. Hij groeit daar in boslanden en struikgewas met Commiphora- en Acacia-soorten of in rivierbos, vaak op kalksteen. De soort staat op de Rode Lijst van de IUCN geklasseerd als 'gevoelig'.